# BEAUTIFUL DREAMER/STREET LIFE
『BEAUTIFUL DREAMER／STREET LIFE』（ビューティフル・ドリーマー／ストリート・ライフ）は、GLAYの通算28作目のシングル。

## 概要
- 前作「逢いたい気持ち」から1年3か月ぶりの新曲である。
- 累計は20万枚を切ったが、「Way of Difference」以来3作ぶりのオリコン初登場1位獲得。
- 本作は、CD発売通常曜日の水曜日ではなく、木曜日に発売された。
- GLAYの全作品の中で唯一のCCCDである。
- 「BEAUTIFUL DREAMER」は同年8月30日行われた氣志團のロックフェスティバル「氣志團万博」にGLAYが前座で登場した際に初披露された。
- 春に開催された「GLAY HIGHCOMMUNICATIONS TOUR 2003」で「Runaway Runaway」等、数曲新曲が披露され、当時は「Runaway Runaway」が新曲として発売される声が大きかった経緯がある。

## 収録曲
全曲作詞・作曲：TAKURO
1. BEAUTIFUL DREAMER
ストリングスをバックにした曲。2004年の「X-RATED TOUR」以降、ライブに欠かせない曲となっている。
このシングル以前に発売されたTAKUROの著書『胸懐』の帯にはこの曲の歌詞を連想させる文章が書かれていた。
8thアルバム『THE FRUSTRATED』には、アウトロ部にストリングスが長いアルバムバージョンで収録されている。
PVでTERUが鷹を手なずけるシーンがあるが、これは合成ではない。ちなみに幼い頃に鳥に襲われた経験からTERUは鳥嫌いであり、「とても怖かった」と語っている。
イントロはHISASHIが考案した。
イントロが決まらず悶々としていたTAKUROの横でHISASHIが我関せずとばかりに漫画を読んでおり、その姿に不満を抱いたTAKUROが「漫画を置け、ギターを持て」と一喝すると、漫画を置いたHISASHIが即座にこのイントロを弾いたのだという。
2. STREET LIFE
GLAY10周年の思いを寄せて書かれたというバラード。『THE FRUSTRATED Anthology』に収録されたデモ音源ではTAKUROがボーカルを務めている。
3. CHILDREN IN THE WAR(Live From HIGHCOMMUNICATIONS TOUR 2003)
「GLAY HIGHCOMMUNICATIONS TOUR 2003」で披露されていた新曲である。TAKUROが当時起こっていたイラク戦争に対する反戦の思いを曲にしたものである。

## タイアップ
- SUZUKI「シボレー・クルーズ」CMソング。（#1）
- NTT DoCoMo 企業CMソング。（#2）

## 収録アルバム
BEAUTIFUL DREAMER
- THE FRUSTRATED (アルバムバージョン)
- THE GREAT VACATION VOL.1 〜SUPER BEST OF GLAY〜
- THE FRUSTRATED Anthology (リミックスバージョン)
- DRIVE 1993〜2009 -GLAY complete BEST

STREET LIFE
- THE FRUSTRATED
- THE GREAT VACATION VOL.1 〜SUPER BEST OF GLAY〜
- THE FRUSTRATED Anthology (リミックスバージョン)
- DRIVE 1993〜2009 -GLAY complete BEST

CHILDREN IN THE WAR Live From HIGHCOMMUNICATIONS TOUR 2003
- rare collectives vol.3